# 1341

## Починали
- 15 юни – Андроник III Палеолог, византийски император